# Acacia rendlei
Acacia rendlei é uma espécie de leguminosa do gênero Acacia, pertencente à família Fabaceae.